# Individualversicherung
Individualversicherungen, in der Schweiz Privatversicherung genannt, sind diejenigen Versicherungen, bei denen das Versicherungsverhältnis aufgrund eines zwischen dem Versicherungsnehmer und dem Versicherer abgeschlossenen privatrechtlichen Versicherungsvertrags zustande kommt.

## Abgrenzung
Individualversicherungen unterscheiden sich von Sozialversicherungen (gesetzliche Rentenversicherung, Krankenversicherung, Arbeitslosenversicherung, Unfallversicherung und Pflegeversicherung), die im Rahmen der Versicherungspflichtgrenzen für jeden Arbeitnehmer zwingend vorgeschrieben sind und aufgrund des Gesetzes durch Aufnahme in eine öffentlich-rechtliche Organisation bestehen.

## Vertragsfreiheit
Die Leistungen und Gegenleistungen (Beitrag) in der Individualversicherung sind, bis auf geringe Einschränkungen durch gesetzliche Vorschriften zum Schutz der Versicherungsnehmer, insbesondere dem Versicherungsvertragsgesetz und dem Versicherungsaufsichtsgesetz, frei zwischen den Vertragsparteien aushandelbar. Da Versicherung aber eine Risikobewältigung auf der Basis des Risikoausgleichs im Kollektiv bedeutet, müssen Versicherer bemüht sein, stets eine möglichst große Zahl möglichst ähnlicher Verträge abzuschließen. Daher, und nicht zuletzt auch wegen des Rationalisierungseffektes, schließen Versicherer meist Verträge nach einem vorgestalteten Muster ab, das sie für sich selbst im Hinblick auf eine möglichst große Akzeptanz im Markt entwickeln. Sie versuchen mit diesen Vertragsmustern möglichst genau die Versicherungsbedürfnisse von möglichst vielen potenziellen Versicherungsnehmern zu treffen. Umfang und Inhalt der Sozialversicherung hingegen bestimmt sich ausschließlich nach politisch motivierten Vorgaben des Gesetzgebers.

## Pflichtversicherung
Auch Individualversicherungen können (wie die Sozialversicherung für die gesetzlich bezeichneten Personen stets) Pflichtversicherungen sein. In dem Fall sind die betreffenden Personen gesetzlich verpflichtet, einen – bestimmten Kriterien genügenden – Versicherungsvertrag abzuschließen. Hierbei darf der Versicherer weitgehend frei gewählt werden (im Unterschied zur früheren Zwangsversicherung, wo auch der Versicherer vorgeschrieben war und der Vertrag oft schon kraft Gesetzes z. B. bei einem Hauskauf zustande kam). Dies ist z. B. im Fall der Krankenversicherung der Fall, soweit nicht schon über die Sozialversicherung Krankenversicherungsschutz besteht. Auch sind Betreiber eines Kraftfahrzeuges verpflichtet, eine Versicherung gegen eine mögliche Haftpflicht aus dem Betrieb des Fahrzeuges abzuschließen. Ansonsten gibt es nur noch in besonderen Fällen, insbesondere für Angehörige bestimmter Berufe, Gewerbetreibende und Unternehmen, eine Verpflichtung zur Versicherungsnahme.

## Arten von Individualversicherungen

### Personenversicherung
Unter dem Begriff Personenversicherung werden alle Versicherungen zusammengefasst, die der Absicherung/Vorsorge der Risiken, die in der Person selbst liegen, dienen. Der Begriff umfasst meist nicht die Unfallversicherung, da diese zur Kompositversicherung gerechnet wird. Personenversicherungen sind insbesondere die:
- Private (freiwillige) Krankenversicherung
- Private Krankenzusatzversicherung
- Private Rentenversicherung
- Lebensversicherung
- Risikolebensversicherung
- Fahrerschutzversicherung

### Kompositversicherung (Sachversicherung)
Unter dem Begriff Kompositversicherung werden alle Versicherungsarten der Schaden- und Unfallversicherung, außer der Krankenversicherung, zusammengefasst. Schadenversicherungen dienen dem Versicherungsschutz von Sachwerten (Sachversicherung) sowie der Gefahrenabwehr von Haftungsrisiken. Die private Unfallversicherung – die zur Personenversicherung zählt und eine Summenversicherung, also keine Schadenversicherung ist – wird aus aufsichtsrechtlichen Gründen mit den Schadenversicherungen zur Kompositversicherung zusammengefasst, da sie nur von Versicherern, die sonst die Schadenversicherung betreiben, aber nicht von Lebens- oder Krankenversicherern betrieben werden darf. Klassische Sortierung (Versicherungszweige des GDV) für Kompositversicherung ist die:
- Kraftfahrtversicherung
- Allgemeine Haftpflichtversicherung
- Unfallversicherung
- Rechtsschutzversicherung
- Hausratversicherung
- Wohngebäudeversicherung
- Transportversicherung
- Kredit-, Exportkredit-, Kautions- und Vertrauensversicherung

### Industrieversicherungen/Gewerbeversicherungen
Aufgrund der besonderen Anforderungen und Versicherungsprodukte werden Versicherungen für Unternehmen in der Regel separat betrachtet. Viele Versicherer trennen zusätzlich zwischen Gewerbe- und Industrieversicherung. Zusätzlich zu auch im Privatbereich üblichen Sach- und Haftpflichtversicherungen sind zum Beispiel die folgenden Produkte für die Gewerbe-/Industrieversicherung typisch:
- Bauleistungsversicherung
- Probandenhaftpflichtversicherung
- Produkthaftpflichtversicherung
- Betriebsunterbrechungsversicherung
- Maschinenversicherung
- Transportversicherung
- Kunstversicherung

Zu einer der wichtigsten Gewerbeversicherungen zählt die sogenannte Betriebshaftpflichtversicherung. Ansprüche von Dritten wie Schadensersatz oder auch Entschädigungen werden mit dieser Versicherung für das eigene Unternehmen abgedeckt. Bei sogenannten schweren Risiken, kann von mehreren Versicherungsgesellschaften ein Versicherungspool oder Konsortium gebildet werden. Dabei beteiligen sich mehrere Versicherer anteilig (festgelegt in Prozent) an einem einzelnen Versicherungsvertrag (offene Mitversicherung). Es besteht Anspruch auf die Versicherungsprämie nur gemäß dem gezeichneten Anteil, gleichzeitig müssen sich die Versicherer auch an Schadenzahlungen nur mit dem vorher festgelegten Prozentsatz beteiligen.
Der Versicherer mit der höchsten Beteiligungsquote wird als Führender Versicherer oder Konsortialführer bezeichnet. Dieser ist Hauptansprechpartner für den Versicherungsnehmer und übernimmt beispielsweise die Schadenabwicklung. Die weiteren beteiligten Versicherer sind in der Regel nur bei deckungserheblichen Angelegenheiten mit zu benachrichtigen (z. B. bei der Erhöhung der Versicherungssumme). Häufig vereinbaren die Parteien zudem, dass Klagen des Versicherungsnehmers auf Versicherungsleistung nur gegenüber dem führenden Versicherer zu erheben sind. Gerichtliche Entscheidungen haben dann auch gegenüber den mitbeteiligten Versicherern Wirksamkeit.
Je nach Schwere des Risikos können die Konsortien regelmäßig auch aus fünf oder mehr Versicherern bestehen, die sich jeweils nur mit einem geringen Prozentsatz an dem Vertrag beteiligen. Einige Versicherer haben sich ausschließlich auf die untergeordnete Beteiligung an Versicherungsverträgen spezialisiert, da sie aufgrund eingeschränkter finanzieller Mittel oder fehlender fachlicher Kapazitäten keine Versicherungsverträge managen können.
Neben der gemeinsamen (horizontalen) prozentualen Beteiligung am Risiko kommen bei der Versicherung von Großrisiken auch meist sogenannte (vertikale) Layer-Deckungen zur Anwendung (Exzedentenversicherung). Jeder Versicherer übernimmt dabei einen Summenanteil (Layer) der Gesamtversicherungssumme, zum Beispiel den im Schadenfall berührten Anteil zwischen 50 und 100 Mio. €. Mischformen von Mitversicherung und Layer-Deckung, bei denen wiederum mehrere Versicherer gemeinsam ein Layer decken, sind bei Versicherungssummen über 100 Mio. € die Regel.
Die Bildung von Konsortien wird kartellrechtlich regelmäßig kritisiert, da sich hier mehrere Versicherer auf gleichlautende Versicherungsprämien und Deckungsinhalte einigen. Im Prinzip handelt es sich dabei um Preisabsprachen. Bislang gibt es hierzu jedoch keine Einschränkungen von Seiten des Gesetzgebers, da zum einen der Wettbewerb zwischen den Versicherern weiterhin gewahrt bleibt und zum anderen viele Risiken nicht von einem Versicherer alleine getragen werden können.
Internationale Versicherungsprogramme
Ein weiterer Spezialfall der Industrieversicherung sind die sogenannten Internationalen Versicherungsprogramme. Diese Programme bieten für weltweit aufgestellte Unternehmen einheitliche Versicherungslösungen an. Im Wesentlichen betrifft dies die Sach- und Haftpflichtversicherungen. Bei der Ausgestaltung dieser Programme ist eine Vielzahl von nationalen Versicherungsvorschriften und -besonderheiten zu berücksichtigen. So gibt es in diversen Ländern Pflichtversicherungsregelungen oder staatlich festgelegte Prämiensätze. Aufgrund der Komplexität können nur internationale Versicherungskonzerne solche Versicherungsprogramme anbieten. Kunden greifen zur Unterstützung häufig auf Versicherungsmakler mit einem internationalen Netzwerk zurück.
Die Ausgestaltung der internationalen Versicherungsprogramme ergibt sich aus den rechtlichen Vorschriften in einzelnen Staaten. In vielen Ländern darf Versicherungsschutz nur durch lokal zugelassene Versicherungsgesellschaften gewährt werden, zudem müssen Pflichtversicherungen (Z. B. Nachbarschaftshaftpflicht in Italien) berücksichtigt werden. Ein internationales Programm muss somit den lokalen Besonderheiten gerecht werden als auch einen weltweit einheitlichen Versicherungsschutz bieten.
Dies wird durch die Kombination von lokalen Versicherungspolicen und einem Master-Vertrag sichergestellt. Die lokalen Versicherungsverträge basieren auf örtlichen Versicherungskonzepten und erfüllen die rechtlichen Vorgaben. Der Master-Vertrag bietet Versicherungsschutz für Schadenfälle, die von lokalen Versicherungsverträgen nicht/nicht ausreichend gedeckt werden. Dabei erweitert der Master-Vertrag den Deckungsumfang der Lokalpolicen sowohl hinsichtlich Versicherungsbedingungen (Difference in Conditions, DIC) als auch der Versicherungssummen (Difference in Limits, DIL). Da es nicht sinnvoll ist, die Versicherungsverträge in jedem Land bei einer anderen Versicherungsgesellschaft abzuschließen, zeichnet ein Versicherungskonzern (bzw. Konsortium) sowohl den Master-Vertrag als auch die diversen Lokalpolicen. Um entsprechende bilanzielle Abgrenzungen zu erreichen und eine einheitliche Betrachtung von Prämien und Schäden zu ermöglichen, wird das Prinzip des Fronting angewandt. In jedem Land schließt das lokale Versicherungsunternehmen einen Rückversicherungsvertrag mit dem Versicherer ab, der auch den Master-Vertrag zeichnet (Dieser hat in aller Regel seinen Sitz in dem Land, in dem auch der Hauptsitz der versicherten Unternehmensgruppe liegt). Da die lokalen Verträge in der Regel zu 100 % rückversichert werden, verbleiben faktisch kein Risiko und keine Versicherungsprämie bei den einzelnen lokalen Versicherungsgesellschaften. Für die administrative Tätigkeit erhalten die lokalen Versicherer lediglich eine Geschäftsgebühr, die sogenannte Fronting-Fee.